# Drapeau de la Lorraine
 (octobre 2019).
Si vous disposez d'ouvrages ou d'articles de référence ou si vous connaissez des sites web de qualité traitant du thème abordé ici, merci de compléter l'article en donnant les références utiles à sa vérifiabilité et en les liant à la section « Notes et références ».
Le drapeau de la Lorraine est le drapeau de la région historique et culturelle de Lorraine.

## Historique
Le drapeau de la Lorraine ainsi que le blason du duché tiennent de la même origine et ont vraisemblablement été utilisés en même temps. Ce drapeau aux trois alérions, parce qu'il transpose les armoiries, doit être qualifié de bannière. Il a représenté ainsi le duché de Lorraine (environ 1205-1766), le Grand-gouvernement de Lorraine-et-Barrois (1766-1790), puis la région Lorraine (1956-2015). Il représente encore la région historique de Lorraine au XXIe siècle. Ce drapeau représentait une partie plus ou moins morcelée de la Lorraine contemporaine, dont les frontières ont largement été modifiées au fil du temps.
Au cours de son histoire, la Lorraine a eu de nombreux drapeaux pour la représenter, selon la politique menée sur ce territoire en tant qu’État indépendant ou simple province de la France. À cela s’ajoutent les nombreux étendards de régiments des armées qu’a possédés l’ancienne nation lorraine.

### Un premier étendard?
Pour les temps anciens, c’est-à-dire celui des premiers ducs de Lorraine, les documents font presque défaut, réduits à de pures conjectures. Dom Calmet dit  d'après le P. Benoît Picart , que :

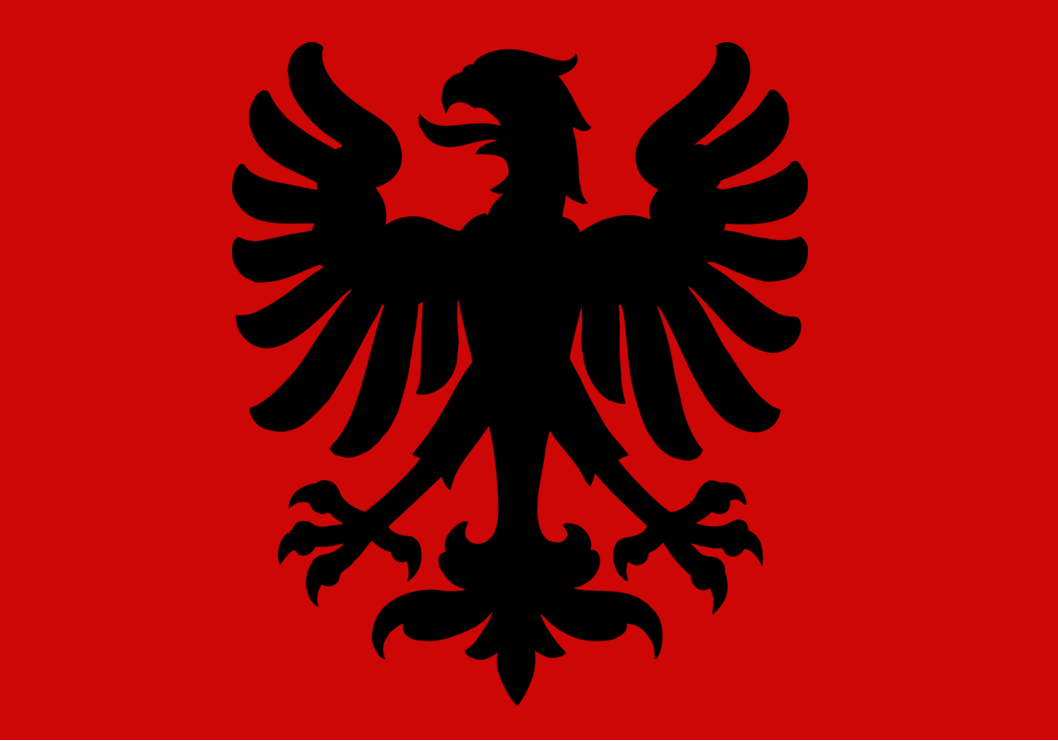
Reconstitution du premier étendard du duché de Lorraine avec héraldique (XIIe siècle).

« lorsqu'un duc de Lorraine faisoit ses reprises auprès de l'empereur pour les fiefs qu'il tenoit de l'Empire, il devoit être suivi de son maréchal, de deux comtes, de deux chevaliers et d'un grand nombre de gentilshommes et de pages, tous armés et richements vêtus. Le maréchal portoit la « Grande Bannière du Duché », qui devoit être de couleur rouge, houppée et frangée de même. Ceux qui l'accompagnoient portoient des banderoles de même couleur... »
Ainsi, la bannière ducale était peut-être d’une simple couleur rouge (qui était aussi couleur d'Empire sur certaines armoiries), sans ornement.
Le duc Mathieu Ier de Lorraine (1139-1176) a obtenu, dit-on , de l’empereur Frédéric Barberousse la permission d’adopter sur son étendard un aigle, rappelant ainsi l’attachement de la Lorraine au Saint-Empire Romain Germanique.

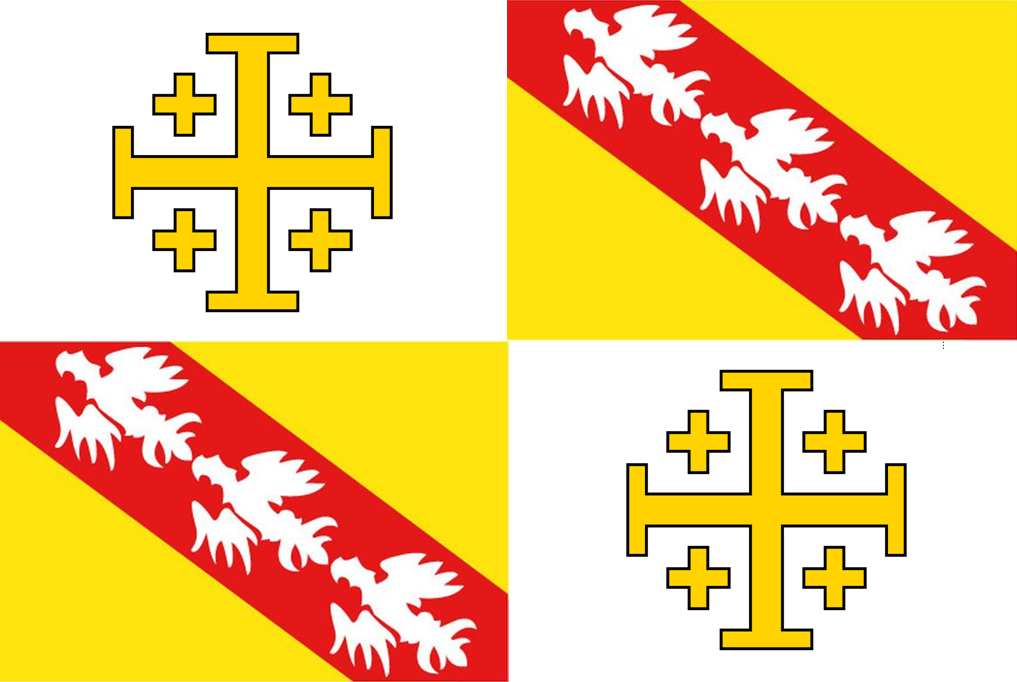
Reconstitution de l'étendard des duché de Lorraine et royaume de Jérusalem.

### L’étendard aux alérions
II est probable que le drapeau « principal » (une bannière) et toujours actuel de la Lorraine ait été instauré sous Ferry Ier de Lorraine (1205-1206) . Ce qui est certain, c'est qu'un sceau de ce prince nous le montre, à cheval, tenant un petit drapeau ainsi qu’un blason coupés par une bande chargée de trois alérions. Son origine est inconnue mais plusieurs légendes lui donnent des explications. L’une d’elles nous raconte que les trois alérions qui composent le blason des ducs de Lorraine seraient ceux de Godefroy de Bouillon, que ces souverains aimaient à croire être leur glorieux ancêtre. Il aurait réussi, lors de la prise de Jérusalem, à embrocher d'une seule flèche (bande rouge) trois rapaces en plein vol qui s’attaquaient à une colombe . Godefroy, qui fut duc de Basse Lotharingie, fut également roi de Jérusalem. C’est à partir de René d’Anjou que les ducs de Lorraine ont revendiqué (avec d’autres) jusqu'au XXIe siècle (Maison des Habsbourg-Lorraine) le titre de roi de Jérusalem et ont ainsi fait apparaître des croix de Jérusalem sur leurs étendards , (Le dessin de cette croix est en fait beaucoup plus ancien dans l'héraldique européenne.)

### Sous René II
C’est sous le règne de René II de Lorraine (1451-1508) qu’apparaissent le plus d’étendards. On en apprend beaucoup sur ces derniers dans les nombreux documents concernant la bataille de Nancy du 5 janvier 1477, notamment rapportée par le duc lui-même au travers de la plume de son secrétaire Chrétien de Châtenoy, dont voici trois courts extraits  :
« ... Le guidon de ladicte avant-garde estoit ung bras armé, issant d'une nuée, tenant une espée nuë, avec la devise de mes Prédécesseurs, qui est, une pour toutes ».
« En la bataille estoient les autres piétons.... Messire Jean de Baudre portoit l'estendard en ceste bataille, auquel estendart estoit l'Anunciate peincte. »
« ... Et estois en la bataille habillé de gris-blanc et rouge, et avoye sur mon harnois une robbe de drap d'or à une manche de drap desdictes couleurs de gris, blanc et rouge, et une barde aussi couverte de drap d'or, et sur lesdictes robbe et barde trois doubles croix blanches. »

#### Le Grand étendard des duchés
Après l’acquisition des duchés de Lorraine en 1473 et celui de Bar en 1480, ce dernier déjà réuni à la Lorraine en 1419, René II instaura une bannière d’union des deux duchés, dit « Grand étendard des duchés ». Y figurait l’archange Gabriel se présentant à la vierge Marie illuminée par l’Esprit Saint. La scène est suivie de croix de Jérusalem et de « C » unis, que l’on peut supposer être la représentation des duchés de Lorraine et de Bar, bien que la raison de l’utilisation de la lettre « C » reste un mystère.

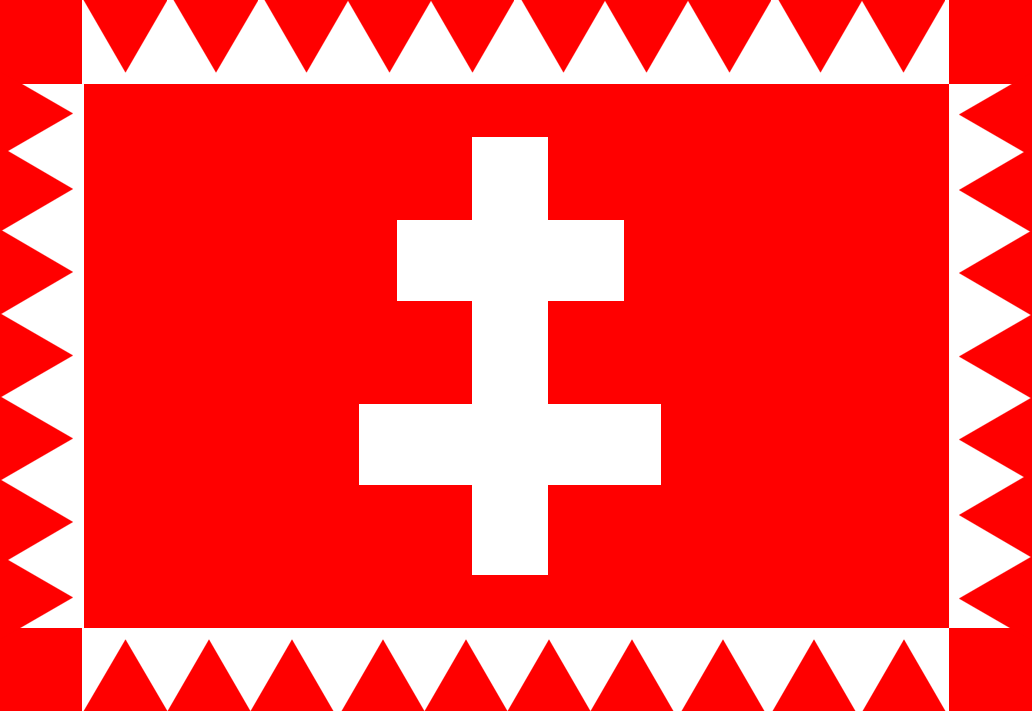
Drapeau de guerre à la croix de Lorraine (bannière de ralliement)

#### La croix de Lorraine
C’est également sous René II de Lorraine qu’apparait la célèbre « croix de Lorraine ». Cette croix est à l’origine celle de Hongrie, donnée par le Saint Siège à saint Étienne Roi de Hongrie. La deuxième branche de la Maison d'Anjou, alliée à celle de Hongrie, porta cette croix dans ses drapeaux, à la différence près qu’elle était blanche au lieu de rouge. Les ducs d'Anjou, devenus ducs de Lorraine à partir de 1473 (René II [1451-1508] fils de Yolande d'Anjou), firent adopter la croix d’Anjou à la Lorraine tantôt conservant sa couleur blanche, tantôt la faisant porter en jaune.
La croix de Lorraine aurait ainsi été adoptée par René II lors de la guerre de Bourgogne, amenant alors la symbolique de la croix bourguignonne de Saint-André contre la croix victorieuse de Lorraine. La réalité pour René II fut certainement une volonté d’afficher son origine de la Maison d’Anjou, dont l’héritage territorial lui revenait de droit, (Duché d’Anjou, comtés du Maine, comté de Provence et royaume de Naples). L’arrivée de cette nouvelle croix n’évinça pas pour autant la croix de Jérusalem déjà portée par les ducs, les deux croix se côtoyèrent en effet jusqu’à la fin de l’indépendance de la Lorraine. Après quoi, seule la croix de Lorraine fut conservée par la province française du même nom.

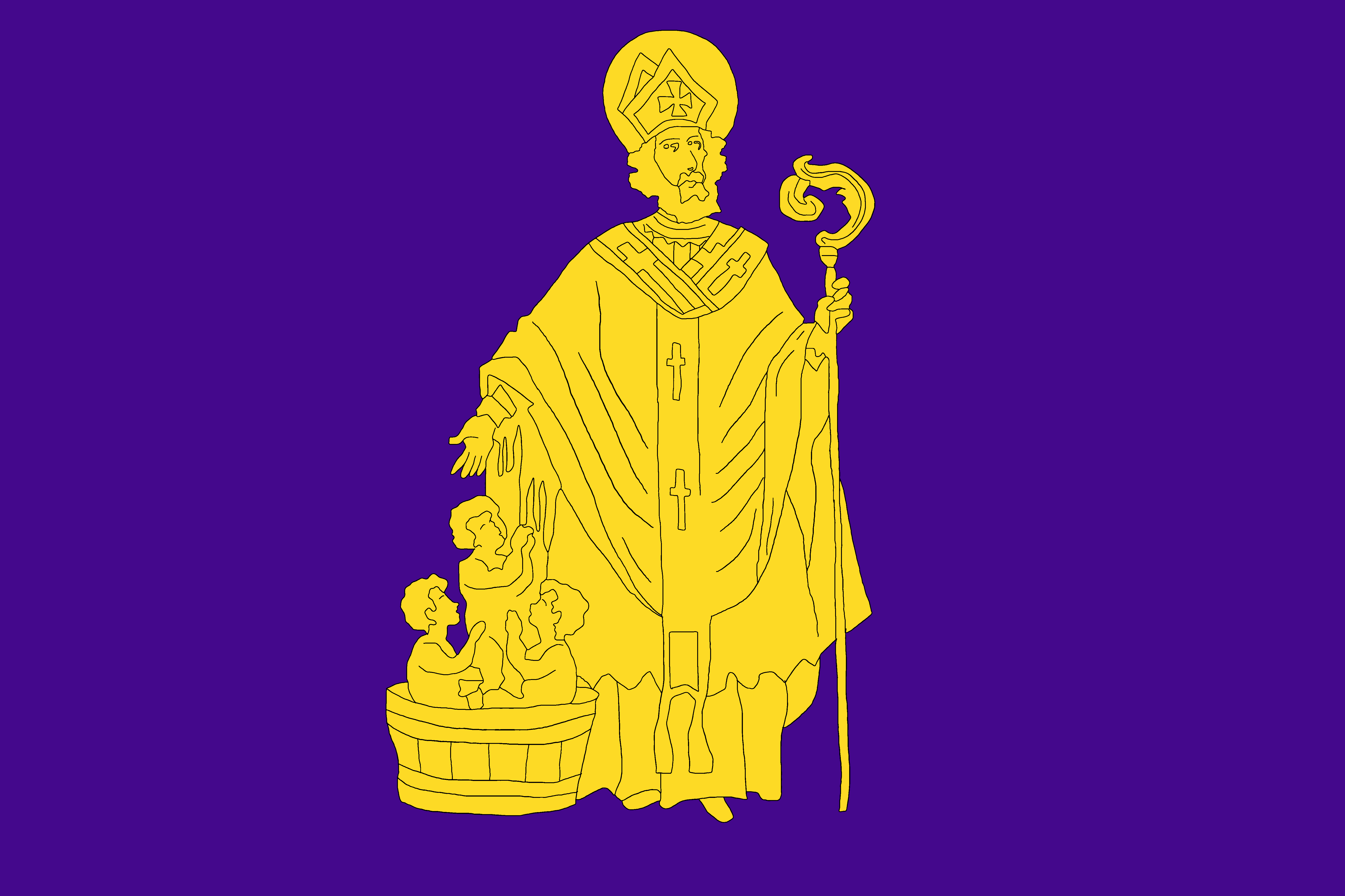
Reconstitution du drapeau

#### Saint Nicolas
Toujours lors de cette célèbre bataille de Nancy, le duc René II demanda le soutien de saint Nicolas et porta une bannière à son effigie. Victorieux, il fit de cette date la fête nationale de l’État lorrain et raviva davantage le culte du saint qui existait déjà en Lorraine depuis le Xe siècle, en le proclament Saint Patron de la Lorraine et des Lorrains.

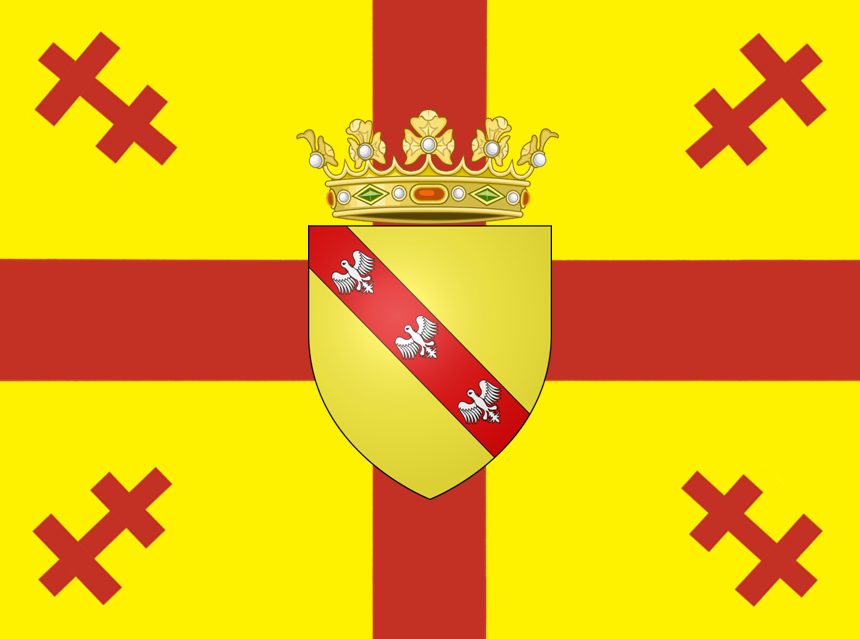
Reconstitution du Grand étendard de l'Union Lorraine

### Un sursaut de patriotisme lorrain
Lors de la guerre de Trente Ans, sous le règne de Charles IV de Lorraine (1625-1675), un nouvel étendard apparait. Ce dernier a pour objectif d'unifier les États lorrains sous une même bannière contre l'envahisseur français et relancer ainsi un élan de patriotisme lorrain à l’image des illustres armées lorraines lors de la guerre de Bourgogne. Ce drapeau dit « Grand étendard de l’Union Lorraine » ou tout simplement « étendard Charles IV », est de fond jaune, avec une grande croix rouge dont au point de jonction des bras se trouve l'écusson, parfois représenté ovale, de la Lorraine. À chacun des quatre angles du drapeau on retrouve la croix à double croisillon de Lorraine .

### Sous Léopold

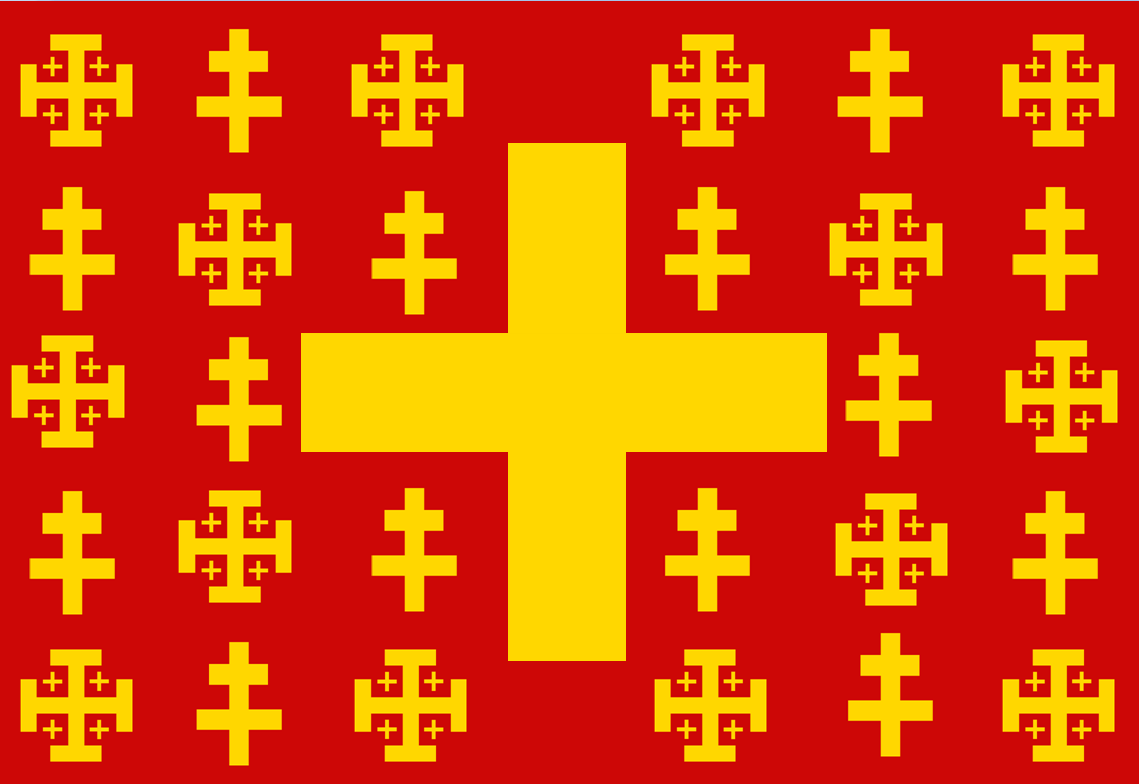
Reconstitution du drapeau princier de Lorraine (XVIIIe siècle)

Le duc Léopold Ier de Lorraine fait instaurer un drapeau princier lorrain  à couleur verte. C’est du moins ce que l’on peut conclure de la relation de la pompe funèbre de Charles V, le 19 avril 1700 dont voici un extrait  :
« A la droite du corps, y est-il dit, étoit M. de Raigecourt, grand veneur, portant l'étendard de Lorraine, d'un taffetas vert avec une grande croix de satin rouge au milieu, et tout le reste parsemé de croix de Jérusalem el de Lorraine, en broderie d'or. À la gauche, M. de Mitry, grand écuyer, avec la cornette jaune; après le corps, M. d'Haussonville, grand maître de l'artillerie, portoit le panonceau aux armes pleines de Lorraine ». 
Mais lors des obsèques de Léopold Ier à Nancy en 1729, la relation de la pompe funèbre nous apprend que le drapeau avait changé son fond vert pour du rouge, et que la grande croix rouge est devenue jaune. Seules les croix de Lorraine et de Jérusalem jaunes et parsemées sur le fond furent conservées.

Extrait de la pompe funèbre de Léopold :
« M. le comte de Curel, conseiller d'État, grand louvetier, portoit la cornette jaune, M. le marquis de Choiseul de Stainville, conseiller d'État, envoyé extraordinaire en cour de France et grand veneur de S. A. R., portoit le grand étendard de Lorraine, de taffetas Cramoisy, traversé d'une croix de satin jaune, semé de croix de Lorraine et de Jérusalem, brodées d'or. M. le comte du Hautoy, conseiller d'État, grand sénéchal de Lorraine, portoit le grand panonceau, aux armes pleines de Lorraine. »

### Les drapeaux lorrains du Moyen Âge auXXIesiècle
Ci-dessous les divers étendards du Duché de Lorraine et ses États ainsi que de ses régiments :

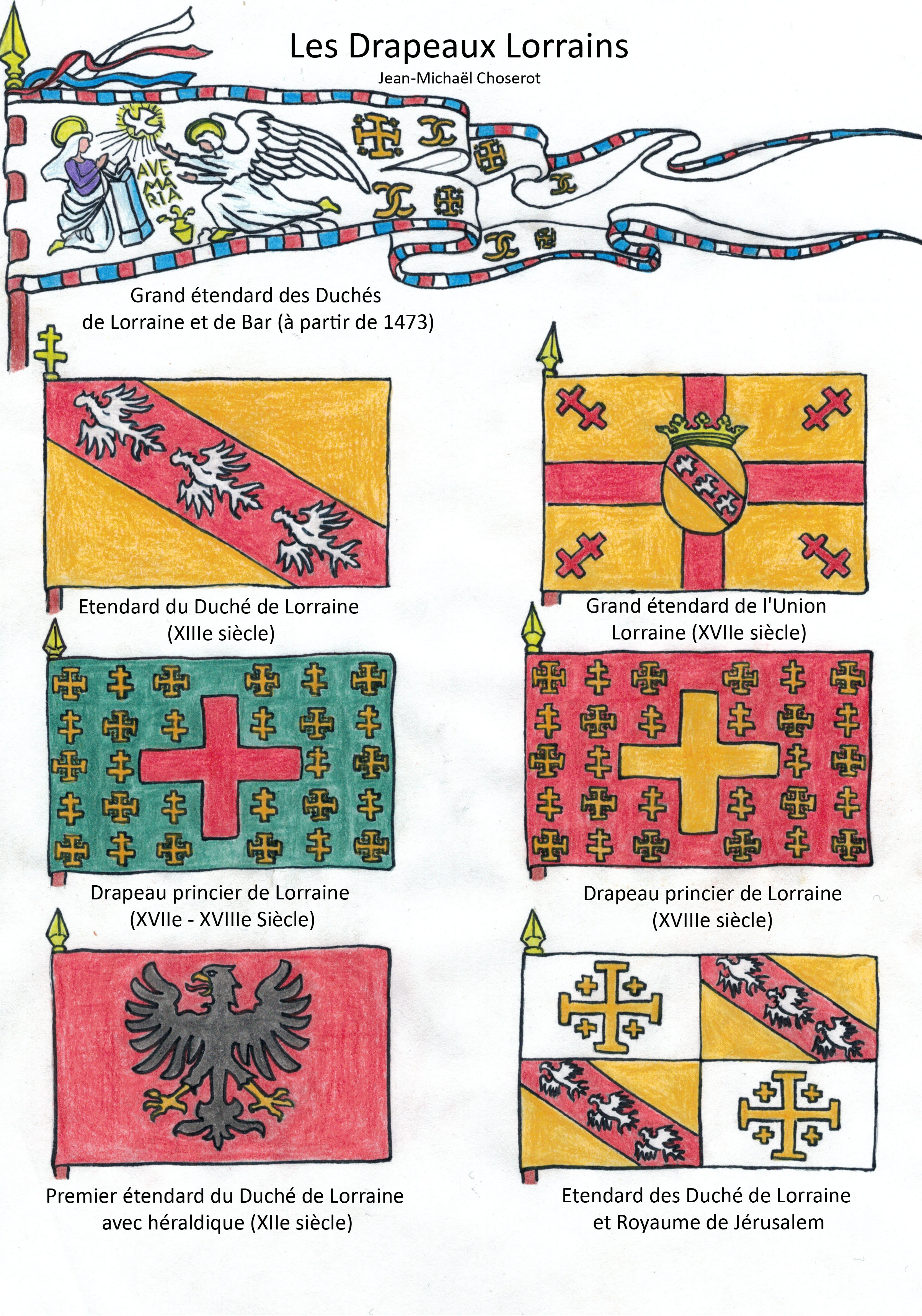
Planche illustrations des drapeaux lorrains 1
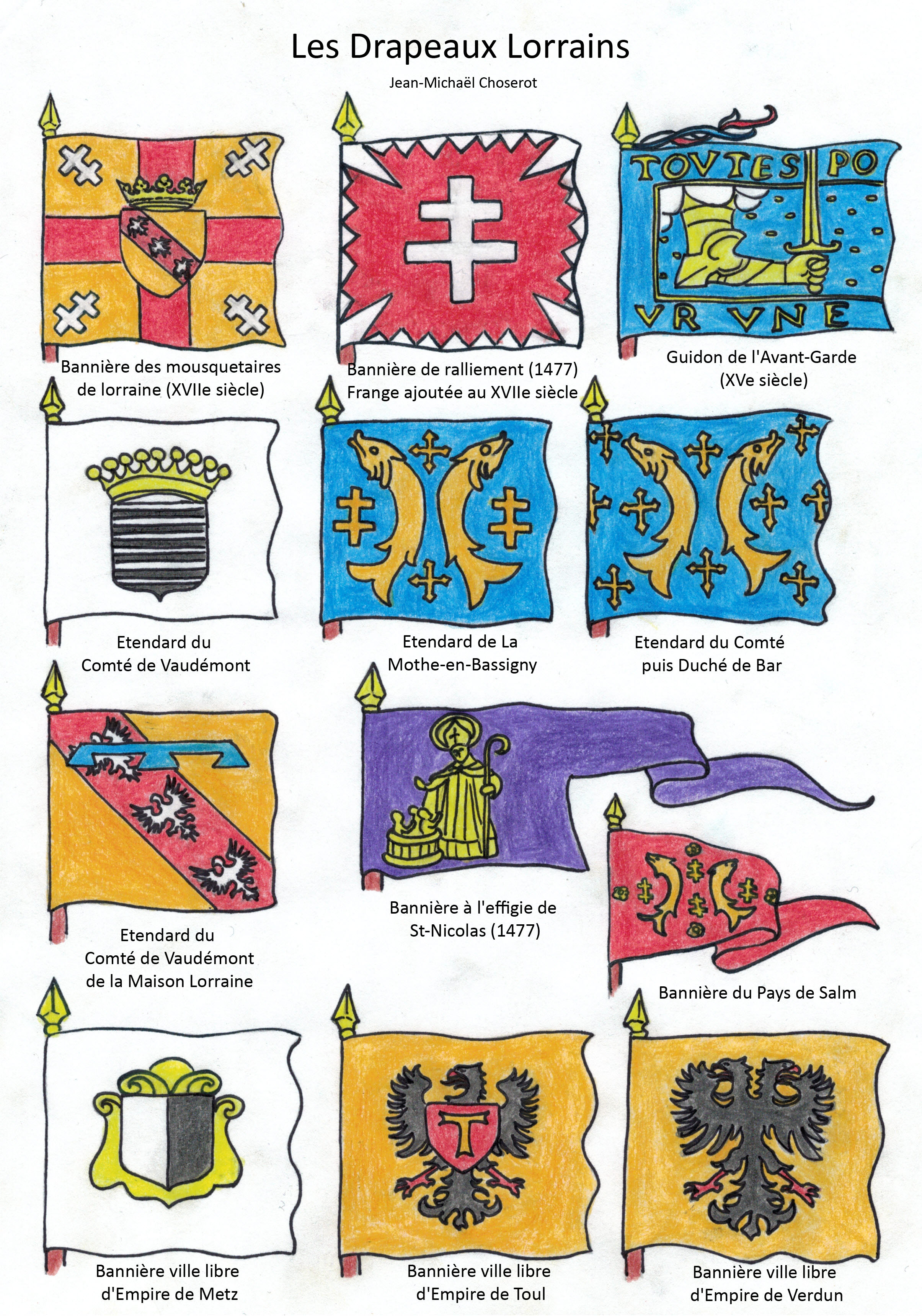
Planche illustrations des drapeaux lorrains 2
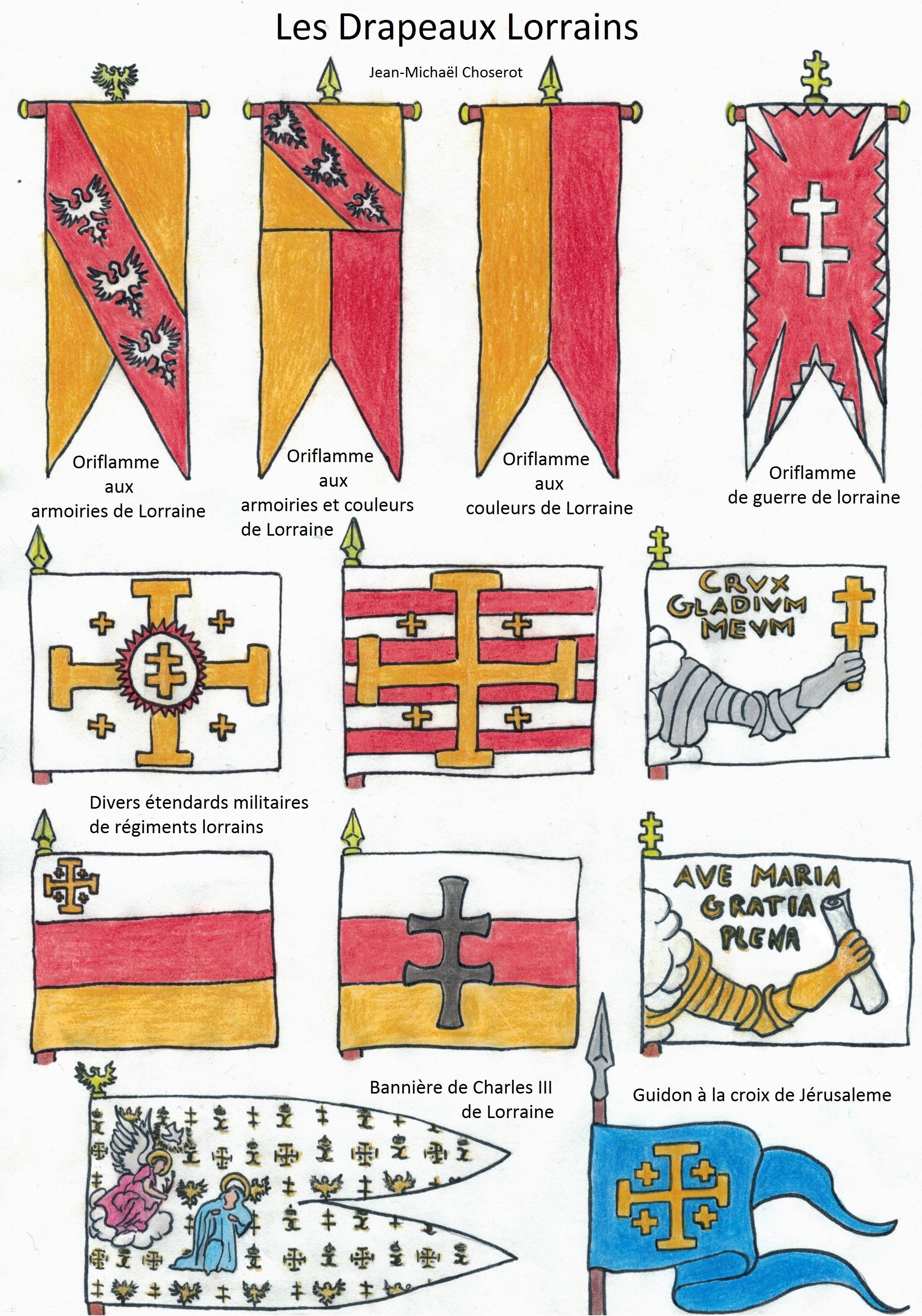
Planche illustrations des drapeaux lorrains 3

### À partir duXIXesiècle: drapeau d'une Lorraine divisée

Drapeau officiel d'Alsace-Lorraine (1871-1919)

Au XIXe siècle les emblèmes lorrains retrouvent un contenu politique avec le mouvement lotharingiste, dont une figure de proue est le maréchal Lyautey, courant assez hostile à la France d'après 1815. Avec l'annexion de l'Alsace-Lorraine au nouvel Empire allemand, entérinée par le parlement français (territoire dit Alsace-Moselle) , se crée en France une imagerie revanchiste (d'où la généralisation abusive de l'expression "Alsace-Moselle" alors que la Moselle correspond grosso modo à l'ancien Bailliage d'Allemagne). Le drapeau de la Lorraine, de même que la croix de Lorraine ou le blason, permirent de recréer dans certains esprits une forme d'unité apolitique commune à la Lorraine annexée ou impériale, comprenant la ville de Metz, et la Lorraine restée dans l'Etat français (qui n'y avait aucun statut propre). Des deux côtés de la frontière, ces symboles servirent les volontés, revanchardes côté français, et les combats autonomistes - plus portés par les Alsaciens que par les Mosellans Lorrains - voire francophiles menés par des individus dans l'Alsace-Lorraine.

Drapeau choisi par vote par le Parlement d'Alsace-Lorraine en 1912

En outre, on peut noter que la symbolique lorraine qui figure sur le blason et le drapeau est réutilisée a minima par les autorités allemandes sur le drapeau de la Terre d'empire d'Alsace-Lorraine. L'assemblée régionale du Landtag d'Alsace-Lorraine préféra en 1912 voire figurer la symbolique croix de Lorraine sur leur drapeau, qui sera utilisé de manière officieuse jusqu'en novembre 1918 à au cours du régime éphémère de la République d'Alsace-Lorraine, où il deviendra quasiment officiel .
Par la suite, une « croix de Lorraine » servira d'emblème au parti politique gaulliste. La récupération d'un emblème lorrain est alors totale. Elle survit aujourd'hui tandis que les emblèmes lorrains connaissent un renouveau, tant en Lorraine romane qu'en Deutschlothringen (i.e. la Moselle et ses trois parties : le Pays de la Sarre, le Pays Messin, le Pays de Luxembourg ; Bouillet, Dict. historique). Depuis la fusion de la Lorraine dans une région française a-historique dite Grand-Est, les emblèmes lorrains ont à nouveau subi une minoration.

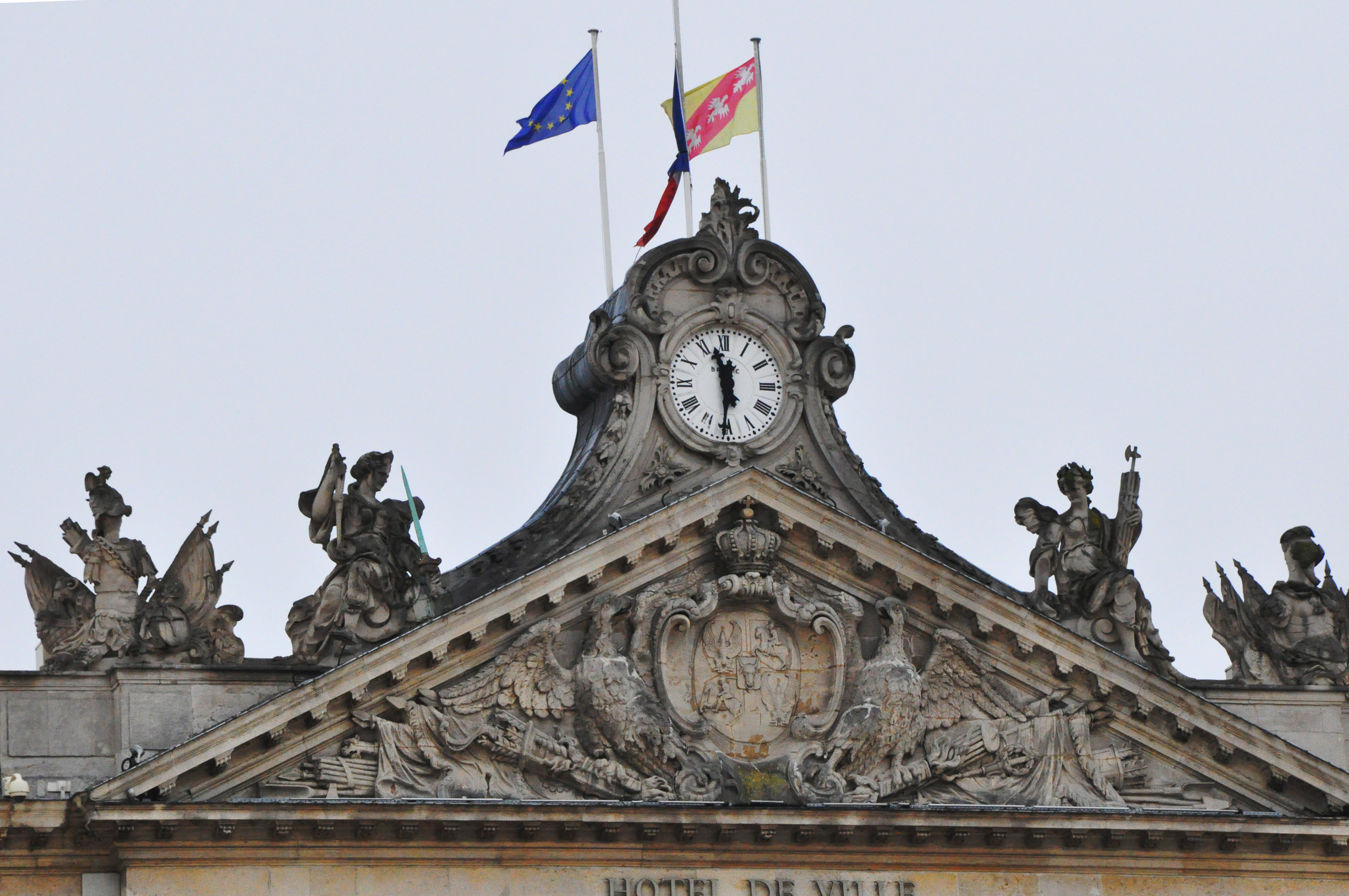
Fronton de l'hôtel de ville de Nancy, avec le drapeau de la Lorraine à droite.

En 1972 avec l'instauration du conseil régional le drapeau est utilisé en plus du blason comme représentation civile officielle de la région Lorraine et flotte devant l'hôtel de région, tout comme sur la majorité des bâtiments officiels de la région. Il sert également de drapeau des communes lorraines, notamment de Nancy et Metz, qui l’arborent sur leur hôtel de ville, respectivement en tant que capitale historique du duché de Lorraine depuis sa cession au roi Polonais déchu Stanislas et capitale de la région administrative.